# Lucio Giavoleno Prisco
Lucio Giavoleno Prisco meglio conosciuto come Giavoleno (in latino: C. Octavius Fidius Tossianus L. Iavolenus Priscus), (60 d.C. ca. – 120 d.C. ca.) è stato un giurista e console romano dell'epoca di Traiano.

## Biografia
Dapprima capo della scuola sabiniana sotto Traiano, se ne allontanò ben presto lasciando il suo posto a Salvio Giuliano di cui fu maestro. Fu insignito dello ius publice respondèndi.
Intraprese una carriera politico-militare molto intensa: fu a capo delle legioni in Dalmazia e in Mesia, fu iuridicus della Britannia, fu legato consolare della Germania superiore e della Siria, fu console d'Africa e console nell'86 d.C.. Scrisse una lunga serie di respònsa prudèntium e quaestiones, entrambe raccolte in quattordici libri di epistule, oltre a citazioni e rivisitazioni di altri giureconsulti del passato, soprattutto Gaio Cassio Longino e Marco Antistio Labeone, suo principale avversario.
Nel Digesto (D 50. 17. 202) si rinviene un suo celebre frammento: Omnis definitio in iure civili periculosa est; parum est enim, ut non subverti posset, ovvero "nel diritto ogni definizione appare pericolosa; è difficile infatti che essa non possa essere sovvertita".